# Deutscher Verband für Landschaftspflege
Der Deutsche Verband für Landschaftspflege (DVL) e. V. ist gemeinnütziger Dachverband der deutschen Landschaftspflegeorganisationen, wie Landschaftspflegeverbände, Landschaftserhaltungsverbände, Biologischen Stationen und vergleichbarer Vereinigungen in Deutschland. Er wurde am 4. Juni 1993 in Berlin gegründet.
200 Landschaftspflegeorganisationen arbeiten deutschlandweit mit über 12.000 landwirtschaftlichen Betrieben, 4.000 Kommunen und 2.000 Verbänden zusammen. Der Deutsche Verband für Landschaftspflege vertritt die Interessen seiner Mitglieder und engagiert sich vor allem im Rahmen von Naturschutz- und Landwirtschaftspolitik für die Ausgestaltung der Agrarförderung und Förderprogramme des Naturschutzes, beispielsweise bei der Umsetzung der Gemeinsamen Agrarpolitik (GAP) in Europa, in Deutschland und in den Bundesländern. In Zusammenarbeit mit örtlichen Landschaftspflegeverbänden organisiert der DVL Modellprojekte zu Themen aus Landwirtschaft, Forstwirtschaft und Naturschutz, beispielsweise zu Natura 2000, natürlichem Klimaschutz, nachwachsenden Rohstoffen, Wasserrahmenrichtlinie (WRRL), Ausgleichs- und Ersatzmaßnahmen oder zur Regionalentwicklung.
Der Vorstand besteht gleichberechtigt aus Vertreterinnen und Vertretern von Politik, Landwirtschaft und Naturschutz. Diese Drittelparität ist im Logo des DVL durch drei stilisierte Bäume dargestellt.
Vorsitzende des DVL ist die Europaabgeordnete Maria Noichl. Die Bundesgeschäftsstelle des DVL sitzt in Ansbach in Mittelfranken. Länderbüros und Koordinationsstellen unterstützen die Bundesgeschäftsstelle in den Bundesländern.

## Ziele und Aufgaben
Der Verband
- vertritt die Interessen der Landschaftspflegeorganisationen in Deutschland,
- fördert den Erfahrungsaustausch auf europäischer, Bundes-, Landes- und regionaler Ebene,
- führt Modellprojekte zu aktuellen Fragen in Landwirtschaft und Naturschutz durch – oft in Zusammenarbeit mit örtlichen Landschaftspflegeorganisationen,
- unterstützt Initiativen bei der Gründung neuer Landschaftspflegeorganisationen.

## Aufbau und Organisation
Der Verband ist ein eingetragener und gemeinnütziger Verein. Den engen Vorstand bilden je eine Vertreterin oder ein Vertreter der Land- und Forstwirtschaft, des Naturschutzes und der Politik:
- Vorsitzende: Maria Noichl, MdEP
- stellvertretende Vorsitzende: Ute Grothey
- stellvertretender Vorsitzender: Gerhard Bronner

Ehrenvorsitzende sind die beiden Gründungsvorsitzenden Josef Göppel und Florian Meusel. Um das Netzwerk der Landschaftspflegeorganisationen zu stärken und weiter auszubauen, fördert das Bundesministerium für Ernährung und Landwirtschaft (BMEL) den DVL in Teilen institutionell.
Die Arbeit der Landschaftspflegeorganisationen ist im Bundesnaturschutzgesetz (BNatschG §3 IV) verankert. „Mit der Ausführung landschaftspflegerischer und -gestalterischer Maßnahmen sollen die zuständigen Behörden nach Möglichkeit […] Vereinigungen, in denen Gemeinden oder Gemeindeverbände, Landwirte und Vereinigungen, die im Schwerpunkt die Ziele des Naturschutzes und der Landschaftspflege fördern, gleichberechtigt vertreten sind (Landschaftspflegeverbände), […] beauftragen.“
Der DVL ist Mitglied in zahlreichen Gremien auf Bundes- und Länderebene, unter anderem im Deutschen Naturschutzring(DNR) und im europaweiten Netzwerk Landcare Europe.

## Themenfelder

### Agrar- und Regionalpolitik
Der Verband arbeitet an der Weiterentwicklung der Gemeinsamen Europäischen Agrarpolitik (GAP), der Naturschutzförderprogramme der Bundesländer, der Europäischen Strukturfonds (EFRE, ESF), der Gemeinschaftsaufgabe „Verbesserung der Agrarstruktur und des Küstenschutzes“ des Bundes (GAK) oder des EU-Förderprogrammes LIFE zur Umsetzung von Natura 2000. Der DVL verfolgt hierfür auch innovative neue Ansätze, wie etwa die Gemeinwohlprämie oder den überbetrieblichen Agrarnaturschutz. Dabei rückt der DVL stets landwirtschaftliche Betriebe, fachliche Naturschutzziele und deren Umsetzung mit Landschaftspflegeorganisationen in den Mittelpunkt. Der DVL äußert sich darüber hinaus zur Novellierung von Gesetzesvorhaben, wie zum Beispiel zum Bundesnaturschutzgesetz, den Naturschutzgesetzen der Bundesländer oder dem Erneuerbare-Energien-Gesetz.

### Landschaftspflege
Zu den Aktivitäten des Verbands im Bereich der Landschaftspflege zählen
- Naturschutzberatung in der Landwirtschaft,
- Umsetzung von Maßnahmen (Pflege und Renaturierungen) in Natura-2000-Gebieten und anderen Naturschutzkulissen,
- Erhalt und Neuanlage von Landschaftselementen und Streuobstwiesen,
- Unterstützung von Schäfern und Extensiv-Rinderhaltern,
- Management von Ausgleichsmaßnahmen.

### Erhalt der Biologischen Vielfalt
Schutz und Erhalt der Biologischen Vielfalt gehören zu den Kernaufgaben der Landschaftspflegeorganisationen. Der DVL setzt sich in zahlreichen Projekten für den Arten- und Lebensraumschutz ein, zum Beispiel von Feld- und Wiesenvögeln (beispielsweise Rebhuhn), den Biotopverbund, den Schutz von Insekten, seltene Ackerwildkräuter oder für gebietsheimisches, autochthones Saatgut.

### Extensive Beweidung
In vielen Regionen Deutschlands haben Tierhaltung und standortgerechte Beweidung nicht nur Landschaften geprägt, sondern auch zu einer enormen Artenvielfalt in der Kulturlandschaft geführt. Im Naturschutz und in der Landschaftspflege gilt Beweidung auch heute noch als wichtigste Nutzungs- und zugleich Pflegeform, um kostengünstig den Erhalt von Artenvielfalt und Landschaftsschutz zu verbinden. Der DVL erarbeitet im Verbund mit europäischen und deutschen Partnerorganisationen die notwendigen Rahmenbedingungen, um die extensive Weidewirtschaft in der Gemeinsamen Agrarpolitik der EU zu verankern. Außerdem unterbreitet er praxisgerechte Vorschläge für einen besseren Herdenschutz.

### Energie und Klimaschutz
Klimaschutz, Landwirtschaft und Landschaftspflege sind eng verbunden, ob durch die Minderung von Emissionen durch schonende Nutzung organischer Böden, die energetische Nutzung von Landschaftspflegematerial oder die Erprobung alternativer (mehrjähriger) Energiepflanzen zum Mais. Außerdem setzt sich der DVL für eine nachhaltige und klimafreundliche Nutzung von Moorböden ein, etwa in Form von Paludikulturen. Der DVL und seine Landschaftspflegeorganisationen unterstützen Landwirtinnen und Landwirte bei der Wertschöpfung auf Moorböden und dabei, als Moor-Klimawirte Anerkennung für die gesellschaftliche Leistung der nassen und extensiven Grünlandbewirtschaftung zu erhalten. Landschaftspflegeverbände treten hierbei als Vermittler auf, die den Weg zu einer wirtschaftlich tragfähigen, klimafreundlichen Landnutzung beraten und begleiten.

### Gewässerschutz
Intakte Gewässer sind nicht nur Heimat vieler Pflanzen- und Tierarten, sondern übernehmen auch wichtige ökologische Funktionen in der Landschaft. Der DVL unterstützt die Umsetzung der europäischen Wasserrahmenrichtlinie sowie die Umsetzung der Nationalen Wasserstrategie.

## Veröffentlichungen des DVL
Der DVL veröffentlicht jeweils vierteljährlich den „DVL-Rundbrief“ und seit 2022 gemeinsam mit dem Verlag Eugen Ulmer den „Expertenbrief Landschaftspflege“. Seit 2001 gibt der DVL die Schriftenreihe „Landschaft als Lebensraum“ heraus.

## Deutscher Landschaftspflegetag
Der DVL richtet jährlich den Deutschen Landschaftspflegetag aus. In Fachforen werden aktuelle Themen aus Natur- und Klimaschutz, Landwirtschaft, Landschaftspflege und Energiewende aufgegriffen. Zur Zusammenarbeit aus Wissenschaft und Praxis sind Vertreterinnen und Vertreter aus Politik, Verwaltung, Landschaftspflege und Landwirtschaft, Naturschutz und Forst eingeladen.

## Deutscher Landschaftspflegepreis
Der DVL verleiht seit 2005 den Deutschen Landschaftspflegepreis. Der Deutsche Landschaftspflegepreis würdigt herausragende Leistungen zum Erhalt und Entwicklung unserer Kulturlandschaften und wird jährlich verliehen. Es können vorbildliche Projekte und engagierte Personen ausgezeichnet werden. An Stiftungen oder Unternehmen kann für deren herausragendes Engagement ein Sonderpreis vergeben werden.

## Ausgewählte Projekte

### Herdenschutz in der Weidetierhaltung
Weidehaltung ist eine besonders naturverträgliche Form der Landnutzung. Sie ist für die Offenhaltung der Landschaft und den Erhalt der biologischen Vielfalt unersetzlich. Für Weidetierhaltende bedeutet die Anwesenheit von Wölfen jedoch eine neue Herausforderung. Der DVL unterstützt Weidetierhaltende und Herdenschutzberatende mit Informationen, Schulungen und Workshops rund um das Thema Herdenschutz. Das Projekt ist Teil der Modell- und Demonstrationsvorhaben (MuD) Tierschutz in der Projektphase Wissen – Dialog – Praxis. Die Förderung erfolgt aus Mitteln des Bundesministeriums für Ernährung und Landwirtschaft aufgrund eines Beschlusses des deutschen Bundestages. Die Projektträgerschaft erfolgt über die Bundesanstalt für Landwirtschaft und Ernährung (BLE).

### Rebhuhn retten – Vielfalt fördern!
Das Rebhuhn (Perdix perdix) ist ein bodenlebender Hühnervogel offener Graslandschaften und Felder und gilt in Deutschland als gefährdet. Das Rebhuhn steht exemplarisch für den Zustand der Biologischen Vielfalt der Agrarlandschaft. Andere Feldvögel, etwa Feldlerche, Goldammer, Hänfling, sind ebenso betroffen wie Feldhase, Feldhamster, Ackerwildkräuter und unzählige Insektenarten. Im deutschlandweiten Projekt „Rebhuhn retten – Vielfalt fördern!“ wird in insgesamt zehn Projektgebieten die gesamte Bandbreite an wirksamen Maßnahmen von Akteurinnen und Akteuren vor Ort ausgeschöpft. Es werden regional unterschiedliche Schwerpunkte gesetzt, um gebietsspezifische Eigenheiten zu berücksichtigen. Ein besonderer Fokus liegt in jedem der Gebiete auf der Verbesserung des Angebots an Bruthabitaten. Die geplanten Maßnahmen sollen so gestaltet sein, dass sie nicht nur dem Rebhuhn einen geeigneten Lebensraum bieten, sondern sich auch positiv auf die gesamte Artenvielfalt der Agrarlandschaft auswirken.

### Blütenbunt-Insektenreich
Das Projekt hat sich den Erhalt und die Förderung blütenbesuchender Insekten durch die Schaffung geeigneter Lebensräume in Schleswig-Holstein zum Ziel gesetzt. Über schulische Bildung, Citizen Science und allgemeine Öffentlichkeitsarbeit sollen Naturverständnis und Artenkenntnis der interessierten Bevölkerung, insbesondere von Schülerinnen und Schülern sowie interessierten Bürgerinnen und Bürgern, gefördert werden. Zahlreiche Flächen in öffentlicher und privater Hand werden im Rahmen des Projekts durch die Einsaat gebietsheimischer Gräser und Kräuter sowie die Anlage von Insektenlebensräumen aufgewertet. Das Projekt wird in enger Zusammenarbeit mit der Stiftung Naturschutz Schleswig-Holstein und dem Leibniz-Institut für die Pädagogik der Naturwissenschaft und Mathematik (IPN) umgesetzt. Es wird im Bundesprogramm Biologische Vielfalt durch das Bundesamt für Naturschutz mit Mitteln des Bundesministeriums für Umwelt, Naturschutz, nukleare Sicherheit und Verbraucherschutz (BMUV) gefördert.

### MoKli
Organische Böden haben ein hohes Klimaschutzpotenzial. Der DVL arbeitet daran, die politischen Rahmenbedingungen für Betriebe, die auf nassen Mooren wirtschaften, zu verbessern – auf EU-Ebene sowie im Bund und in den Bundesländern. In fünf Modellregionen ist es Ziel, Landwirtinnen und Landwirte zu informieren und zu gewinnen, ihre Bewirtschaftung von entwässerungsbasierter auf nasse Moornutzung umzustellen.
Im Rahmen von MoKli hat der DVL, gemeinsam mit der Arbeitsgemeinschaft Schwäbisches Donaumoos, das Leitbild Moor-Klimawirt entwickelt. Moor-Klimawirte sind Landwirtinnen und Landwirte, die Klimaschutzleistungen bei der Bewirtschaftung von Moorböden erbringen. Die Klimaschutzleistung wird durch Minderung oder Vermeidung von Treibhausgas-Emissionen erbracht, durch Wasserstandanhebung auf zumindest schwach torfzehrende Verhältnisse bis zum Erhalt hoher, moortypischer Wasserstände. Beispiele für Bewirtschaftungen sind Nasswiesen- und Nassweidenbewirtschaftung, Anbau von Paludi-Dauerkulturen (Schilf, Rohrkolben, Torfmoose) sowie die Nutzungsauflassung bei hohen Wasserständen.

### KOMBI – Kollektive Modelle zur Förderung der Biodiversität
Viele Zielsetzungen zum Schutz von Arten, Wasser, Klima oder Boden erfordern eine überbetriebliche Herangehensweise, um Maßnahmen auf Landschaftsebene besser aufeinander abzustimmen. In Deutschland wird deshalb die Beantragung von Fördermaßnahmen über Kooperationen aus Landwirtschaftsbetrieben diskutiert. Im Projekt KOMBI wird ein landschaftsbezogener Ansatz angestrebt. Dies verspricht nicht nur zielgenauere Erfolge im Agrarnaturschutz, sondern kann darüber hinaus dazu beitragen, die Antragstellung sowohl für Betriebe als auch für Förderbehörden zu vereinfachen.

### Natürlich Bayern
Im Fokus des Projektes steht der Schutz heimischer Insekten. Die bayerischen Landschaftspflegeverbände schaffen, vermehren und verbessern in 30 Einzelprojekten in allen Regionen des Freistaats Lebensräume für Insekten. Ziel ist es, durch Nutzung und Förderung ausschließlich gebietsheimischer Pflanzen wertvolle Lebensräume für Insekten zu schaffen, zu erhalten und zu verbessern.

### Ackerwildkraut-Wettbewerb
Ackerwildkräuter wie Kornblume, Frauenspiegel und Sommeradonisröschen waren durch viele Jahrhunderte bunte Begleiter der Nahrungsmittelerzeugung auf Äckern. Zunehmender wirtschaftlicher Druck auf die Landwirtschaft und daraus resultierende Intensivierung und Perfektionierung der Saatgutreinigung und Unkrautbekämpfung mit Herbiziden führten in den letzten Jahrzehnten zu einem immer stärkeren Artenschwund im Lebensraum Acker. Heute steht jede zweite Ackerwildkraut-Art in mindestens einem Bundesland Deutschlands auf der Roten Liste. Ziel des alle zwei Jahre in einem anderen Regierungsbezirk Bayerns stattfindenden Ackerwildkraut-Wettbewerbs ist es, diesen unscheinbaren Arten mehr Aufmerksamkeit zu schenken. Zudem soll der Wettbewerb, ausgerichtet von DVL, Bioland, BUND Naturschutz in Bayern und Bayerischer Landesanstalt für Landwirtschaft, dazu beitragen, Wissen und Vertrauen zu fördern, damit ökologisch wertvolle Ackerwildkräuter nicht als problematische Unkräuter betrachtet werden. Tatsächlich beeinträchtigen die meisten Arten, vor allem die kleinen Einjährigen, durch ihre geringe Biomasse und ihre Konkurrenzschwäche den Ertrag der angebauten Kulturpflanzen nicht. Die Erntefähigkeit bleibt ebenfalls erhalten und das Erntegut wird nicht verunreinigt.

## Stiftung Deutsche Landschaften
Die Stiftung Deutsche Landschaften wurde 2002 vom Verband gegründet. Sie fördert den Schutz, die Pflege und die nachhaltige Entwicklung der natürlichen, kulturellen und sozialen Vielfalt deutscher Landschaften.

## Deutsche Landschaften GmbH
Die Deutsche Landschaften GmbH ist 2018 von der Stiftung Deutsche Landschaften gegründet worden. Sie dient der Umsetzung überregionaler Ausgleichsmaßnahmen mit Landschaftspflegeorganisationen.

## Landcare Europe
Am 7. Juni 2023 fand im Europäischen Parlament in Brüssel die Gründungsveranstaltung von „Landcare Europe e. V.“, dem Dachverband europäischer Landschaftspflege- und vergleichbarer Organisationen, statt. Die Initiative zur Vereinsgründung ging vom DVL aus, der Gründungsmitglieder ist.